# Іцукі
32°23′49″ пн. ш. 130°49′40″ сх. д. / 32.39694° пн. ш. 130.82778° сх. д.
Іцукі (яп. 五木村) — село в Японії, в префектурі Кумамото.